# Kenneth Rooks
Kenneth Rooks   (Portland, 21 d'octubre de 1999) és un atleta estatunidenc, especialitzat en la prova dels 3.000 metres obstacles. Ha participat en 1 Olimpíada, guanyant la medalla de plata als Jocs Olímpics de París 2024. A més, ha participat en el Campionat del Món de Budapest 2023.

## Marques personals
| Disciplina             | Marca    | Seu      | Data               |
| ---------------------- | -------- | -------- | ------------------ |
| 3.000 metres obstacles | 8:06.41  | París    | 7 d'agost de 2024  |
| 1.500 metres llisos    | 3:37.66  | Portland | 10 de maig de 2025 |
| 5.000 metres llisos    | 13:26.65 | Portland | 15 de juny de 2025 |

## Trajectòria professional
| Jocs Olímpics     | Jocs Olímpics | Jocs Olímpics | Jocs Olímpics    |
| Any               | Lloc          | Posició       | Prova            |
| ----------------- | ------------- | ------------- | ---------------- |
| 2024              | París         | 2             | 3.000m obstacles |
| Campionat del món |               |               |                  |
| 2023              | Budapest      | 10a posició   | 3.000m obstacles |